# 高士林
高士林（?—?），字才卿。亳州蒙城县（今安徽省蒙城县）人，北宋外戚。高遵甫之子，高继勋的孙子，高琼曾孙。宋英宗宣仁皇后的弟弟。高遵裕侄。
高士林官至内殿崇班、殿直。喜儒学，阅览经史，通晓大义，有巧智。宋英宗赐给他“谨守法律”四字。监扬州召伯闸税，原来用火印，高士林改刃其印文，凿以为识，比原来简便，其他州郡都开始仿效。高士林死后赠德州刺史。宋神宗即位，加赠舅舅高士林为昭德军节度使，后追封普安郡王。
兒子高公繪、高公紀；孫子高世則。